# Листвиновка
Листвиновка (укр. Листвинівка) — село на Украине, основано в 1663 году, находится в Народичском районе Житомирской области.
Код КОАТУУ — 1823780405. Население по переписи 2001 года составляет 0 человек. Почтовый индекс — 11452. Телефонный код — 4140. Занимает площадь 0,226 км².

## Известные уроженцы
- Билецкий, Леонид Тимофеевич (1882—1955) — украинский литературовед.

## Адрес местного совета
11452, Житомирская область, Народичский р-н, с.Базар